# Skånes stenkolsförande formation
Skånes stenkolsförande formation omfattar till yngre trias och äldre jura hörande avlagringar av sandstenar, skiffrar och skifferleror, eldfasta leror, stenkol, järnlersten och strutmärgel.
Hithörande bildningar förekommer inom tre områden av tillsammans ungefär 800 km² areal. Inom det nordligaste, det s.k. Höganäs-Billesholmsområdet, ungefär 720 km², omfattande trakterna emellan Höganäs, Skälderviken, Hallandsåsen, Söderåsen, Billesholm, Glumslöv och Öresund, ligger de nedlagda gruvorna vid Höganäs, Billesholm, Bjuv, Skromberga, Hyllinge och Ormastorp. Inom det mellersta området, Stabbarpsområdet, ungefär 40 km², norr och nordväst om Eslöv, ligger Stabbarps redan 1904 nedlagda gruva för stenkol och eldfast lera. Inom det sydligaste området, Kurremöllaområdet (Fyledalen), ungefär 35 km², ett smalt bälte från Vombsjön mot sydöst över Kurremölla och Tosterup anlades ingen kolgruva. Efter att riksdagen 1915 beviljat anslag till ändamålet, företogs borrningar vid Kurremölla i syfte att utforska om stenkolslager möjligen fanns under de till kritsystemet hörande avlagringarna, som där är blottade. Det befanns, att kritans mäktighet var 861 meter, och då de stenkolslager, som genom förkastningar där gå i dagen inte har någon större mäktighet, klarlades att inga utsikter fanns för en lönande kolbrytning under kritan i sydöstra Skåne.
Stenkolen inom formationen förekommer som tunna, vanligtvis horisontella eller svagt lutande skikt, vilkas mäktighet varierar från ett par centimeter till en halv meter. Emellan kolskikten är inlagrade tunna mellanlager av sandsten eller skiffer. I regel ligger flera sådana av tunna sandstens- och skifferlag skilda kolskikt relativt tätt tillsammans och bildar en s.k. flöts. Vid de flesta gruvorna i Skåne finns två sådana flötser, en undre och en övre, skilda från varandra genom 0,6–15 meter mäktiga lager av sandsten och skiffer.

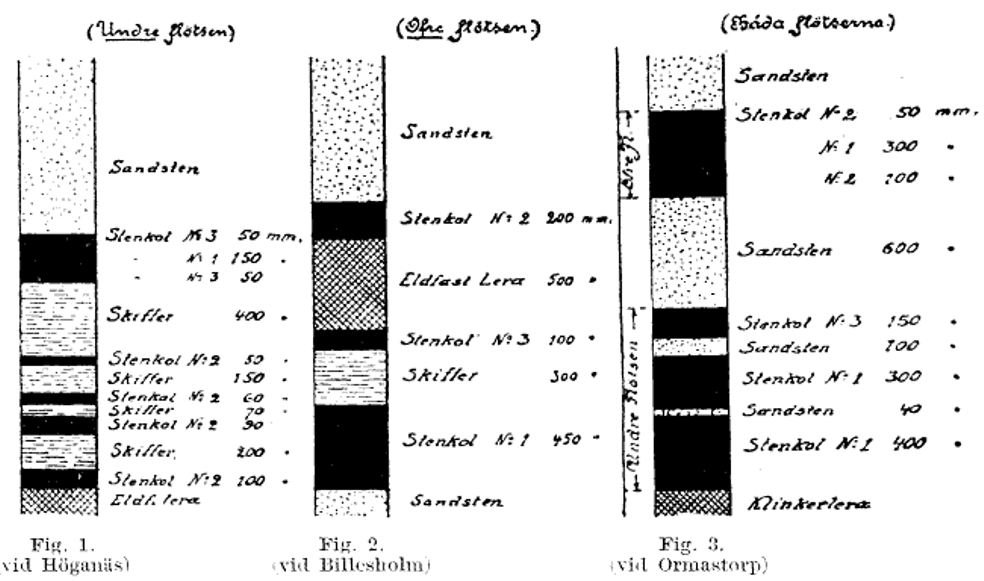
Flötser i Skånes stenkolsförande formation

Den flöts, den undre flötsen, som i början av 1900-talet bearbetades vid Höganäs (fig. 1), består av fem kolskikt och fyra mellanlager av skiffer; det hela vilande på eldfast lera. Flötsens sammanlagda mäktighet är 1,4 meter, varav ungefär 0,5 meter goda och medelgoda kol. Vid Billesholm (fig. 2) utgörs den övre flötsen av tre kolskikt samt två mellanlager, det ena av eldfast lera, det andra av skiffer. Goda och medelgoda kol uppnår i denna flöts en sammanlagd mäktighet av 0,65 meter vid en total mäktighet hos flötsen av ungefär 1,5 meter. Vid Ormastorp (fig. 3) är den undre och övre flötsen skilda från varandra genom ett sandstenslager av endast 0,6 meters mäktighet. Den övre flötsen består av enbart kol till 0,45 meters mäktighet; den undre, bestående av tre kolskikt, skilda av tunna sandstensband, har en total mäktighet av ungefär en meter, varav 0,7 meter utgörs av bästa sortens kol. Då avståndet mellan de båda flötserna var så litet som vid Ormastorp, kunde dessa brytas som en flöts. I allmänhet är emellertid detta avstånd betydligt större, och härvid var man tvungen att bearbeta varje flöts för sig. Den övre flötsens läge under markytan växlar ganska mycket. I allmänhet kan den sägas sänka sig från sydöst (vid Skromberga på ungefär 20 meter) mot nordväst (vid Höganäs på ungefär 90 meter). Läget är vanligen horisontellt eller endast svagt lutande utan de veckningar och skarpa böjningar, som är vanliga inom andra länders kolfält. Emellertid hände ofta vid brytningen, att flötsen helt plötsligt upphörde. Orsaken till detta var i regel sättningar, förkastningar, längs vilka flötsen i vissa fall, såsom vid den stora västra förkastningen vid Höganäs, sänkts ned åtminstone 150 meter under sin förra nivå, oftast dock med mycket mindre språnghöjd. Förutom stenkol uppfordrades ur de skånska gruvorna också leror, dels eldfasta leror, dels klinkerleror. Av leror upptogs i början av 1900-talet årligen ungefär 180 000 ton, av stenkol ungefär 310 000 ton.

## Jurasystemet
Bergarterna i Höganäs-Billesholmsområdet är huvudsakligen sandsten och skifferlera med eldfast lera, stenkol, järnlersten och strutmärgel. Den undre, rätiska (yngre trias), delen är huvudsakligen en sötvattensbildning med landväxter, och dit hör kolflötserna; den övre delen (äldre jura eller lias) är en havsbildning med marin molluskfauna, dock avsatt på grunt vatten, tämligen nära land. Gränsen mellan dessa underavdelningar är dock ej skarp; inom den undre förekommer även underordnade marina lager och likaså limniska inom den övre.
Floran är rikare än någon annan känd rätisk flora och räknar ett par hundra arter. Av de viktigaste släktena märks Schizolepis, Palissya, Stachyotaxus, Cyparissidium m.fl. bland barrträden, Baiera, Czekanowskia, bland ginkgoväxterna, Nilssonia, Pterophyllum, Ptilozamites, Anomozamites, Podozamites m.fl. bland kottepalmerna, Equisetites och Neocalamites bland fräkenväxterna, Gutbiera, Clathropteris, Dictyophyllum, Cladophlebis, Camptopteris m.fl. bland de egentliga ormbunkarna, Marattia bland stipelormbunkarna, Sagenopteris bland vattenormbunkarna. 
Faunan är mycket fattigare: skalbaggvingar och en sötvattensmussla i de limniska bildningarna; i de marina representanter för släktena Mytilus, Avicula (A. inæquivalvis), Pullastra, Ostrea (O. eller Gryphæa arcuata, O. Hisingeri), Belemnites, Ammonites (A. Sauzeanus, A. Scipionianus, A. Bucklandi m.fl., alla tillhörande gruppen Arietes eller undersläktet Arietites). Fisklämningar förekommer i bägge underavdelningarna, men tycks huvudsakligen tillhöra den undre.
De stenkolsflötser, som kunde bearbetas, ligger nära avlagringarnas bas. Kolflötserna består ej uteslutande av stenkol, även skiffer och sandsten ("flis") ingå till större eller mindre del i dem. Sammansättningen är därför växlande på de olika ställena, men mäktigheten är dock sällan mera än 1,2-1,5 meter, varav högst 0,6 meter rena kol; vanligen finns två flötser. De eldfasta lerorna förekommer tillsammans med kolen; järnlersten, i körtlar eller underordnade lager, finns i för ringa mängd för att ha någon praktisk betydelse. Vid Stabbarps kolfält, som har ringa utbredning, finns endast växtförande lager med obetydliga kolflötser samt eldfasta leror av utmärkt beskaffenhet och i riklig mängd.
I sydöstra Skåne inskjuter sig på sträckningen Kurremölla-Tosterup en smal zon av jurabergarter emellan silur- och kritsystemet, bestående av ljusa sandstenar, leror och skifferleror med en marin fauna av musslor (Cardium multicoxtatum), ammoniter (A. Jamesoni) o.s.v., som anger, att lagren tillhör mellersta delen av äldre jura. Dessutom finns kolhaltiga leror med växtfossil.
I strykningsriktningen av Skånes kolförande bildningar åt sydöst uppträder dylika även på Bornholm och utgörs även där av en marin bildning med musslor o.d. samt en sötvattensbildning med landväxter och kolflötser; men i olikhet med förhållandet i Skåne ligger de marina lagren underst. Bergarterna är sandsten, skifferlera och lera, järnlersten och kol; flötsernas antal är ej obetydligt, men kolen är askhaltiga och olämpliga för brytning på grund av lagrens ofta starka stupning och bergarternas löshet. Av de marina molluskerna är flera (bl.a. Avicula inæquivalvis) gemensamma för Skåne och Bornholm, medan andra är utmärkande för denna ö; floran uppges av Hjalmar Möller omfatta över 100 arter. Vad åldern beträffar, synas Bornholms kolförande bildningar vara något yngre än de skånska, men tillhör ändå äldre jura, varjämte på några ställen även finns rätiska lager.